# Ivo Grbić
Ivo Grbić (Spalato, 18 gennaio 1996) è un calciatore croato, portiere del Fatih Karagümrük, in prestito dallo Sheffield Utd, e della nazionale croata.

## Carriera

### Club
Cresciuto nelle giovanili dell'Hajduk Spalato fa il suo debutto in prima squadra il 18 aprile 2015 giocando da titolare il match casalingo di campionato perso 2-1 contro il Rijeka. Il 21 ottobre dello stesso anno rinnova il contratto che lo lega con i Bili fino al 30 giugno 2018.
Il 13 luglio 2018 viene acquistato a titolo definitivo dalla squadra croata della Lokomotiva Zagabria.
Il 20 agosto 2020 viene ceduto all'Atlético Madrid. Esordisce in maglia rojiblanca il 16 dicembre 2020 in occasione della vittoria per 3-0 in casa del Cardassar nella partita valida per il primo turno di Coppa del Re.
Il 19 agosto 2021 viene ceduto in prestito al Lilla. Due giorni dopo fa il suo debutto con i Les Dogues difendendone i pali nella trasferta di campionato pareggiato 1-1 contro il Saint-Étienne.

### Nazionale
L'11 novembre 2021 esordisce in nazionale maggiore in occasione del successo per 1-7 in casa di Malta. 
Tre giorni dopo torna a difendere i pali della Croazia contribuendo così alla qualificazione per Qatar 2022 grazie alla vittoria di misura sulla Russia (1-0).
Il 9 novembre del 2022, viene inserito dal CT Zlatko Dalić nella lista dei convocati per i Mondiali di calcio in Qatar.

## Statistiche

### Presenze e reti nei club
Statistiche aggiornate al 19 dicembre 2023.
| Stagione                   | Squadra                    | Campionato                 | Campionato | Campionato | Coppe nazionali | Coppe nazionali | Coppe nazionali | Coppe continentali | Coppe continentali | Coppe continentali | Altre coppe | Altre coppe | Altre coppe | Totale | Totale |
| Stagione                   | Squadra                    | Comp                       | Pres       | Reti       | Comp            | Pres            | Reti            | Comp               | Pres               | Reti               | Comp        | Pres        | Reti        | Pres   | Reti   |
| -------------------------- | -------------------------- | -------------------------- | ---------- | ---------- | --------------- | --------------- | --------------- | ------------------ | ------------------ | ------------------ | ----------- | ----------- | ----------- | ------ | ------ |
| 2014-2015                  | Hajduk Spalato             | 1. HNL                     | 3          | -3         | CC              | 1               | -1              | UEL                | 0                  | 0                  | -           | -           | -           | 4      | -4     |
| 2015-2016                  | Hajduk Spalato             | 1. HNL                     | 4          | -6         | CC              | 1               | 0               | UEL                | 0                  | 0                  | -           | -           | -           | 5      | -6     |
| 2016-2017                  | Hajduk Spalato             | 1. HNL                     | 0          | 0          | CC              | 1               | 0               | UEL                | 0                  | 0                  | -           | -           | -           | 1      | 0      |
| Totale Hajduk Spalato      | Totale Hajduk Spalato      | Totale Hajduk Spalato      | 7          | -9         |                 | 3               | -1              |                    | 0                  | 0                  |             | -           | -           | 10     | -10    |
| 2017-2018                  | Hajduk Spalato II          | 2. HNL                     | 18         | -18        | -               | -               | -               | -                  | -                  | -                  | -           | -           | -           | 18     | -18    |
| 2018-2019                  | Lokomotiva Zagabria        | 1. HNL                     | 36         | -42        | CC              | 0               | 0               | -                  | -                  | -                  | -           | -           | -           | 36     | -42    |
| 2019-2020                  | Lokomotiva Zagabria        | 1. HNL                     | 35         | -35        | CC              | 3               | -2              | -                  | -                  | -                  | -           | -           | -           | 38     | -37    |
| Totale Lokomotiva Zagabria | Totale Lokomotiva Zagabria | Totale Lokomotiva Zagabria | 71         | -77        |                 | 3               | -2              |                    | -                  | -                  |             | -           | -           | 74     | -79    |
| 2020-2021                  | Atlético Madrid            | PD                         | 0          | 0          | CR              | 1               | 0               | UCL                | 0                  | 0                  | -           | -           | -           | 1      | 0      |
| 2021-2022                  | Lilla                      | L1                         | 21         | -29        | CF              | 2               | -3              | UCL                | 6                  | -4                 | SF          | -           | -           | 0      | 0      |
| 2022-2023                  | Atlético Madrid            | PD                         | 12         | -12        | CR              | 0               | 0               | UCL                | 1                  | -2                 | -           | -           | -           | 5      | -4     |
| 2023-2024                  | Atlético Madrid            | PD                         | 0          | 0          | CR              | 0               | 0               | UCL                | 0                  | 0                  | -           | -           | -           | 0      | 0      |
| Totale Atlético Madrid     | Totale Atlético Madrid     | Totale Atlético Madrid     | 12         | -12        |                 | 1               | 0               |                    | 1                  | -2                 |             | 0           | 0           | 13     | -14    |
| Totale carriera            | Totale carriera            | Totale carriera            | 129        | -145       |                 | 9               | -6              |                    | 7                  | -6                 |             | -           | -           | 145    | -157   |

### Cronologia presenze e reti in nazionale
| Cronologia completa delle presenze e delle reti in nazionale ― Croazia | Cronologia completa delle presenze e delle reti in nazionale ― Croazia | Cronologia completa delle presenze e delle reti in nazionale ― Croazia | Cronologia completa delle presenze e delle reti in nazionale ― Croazia | Cronologia completa delle presenze e delle reti in nazionale ― Croazia | Cronologia completa delle presenze e delle reti in nazionale ― Croazia | Cronologia completa delle presenze e delle reti in nazionale ― Croazia | Cronologia completa delle presenze e delle reti in nazionale ― Croazia |
| Data                                                                   | Città                                                                  | In casa                                                                | Risultato                                                              | Ospiti                                                                 | Competizione                                                           | Reti                                                                   | Note                                                                   |
| ---------------------------------------------------------------------- | ---------------------------------------------------------------------- | ---------------------------------------------------------------------- | ---------------------------------------------------------------------- | ---------------------------------------------------------------------- | ---------------------------------------------------------------------- | ---------------------------------------------------------------------- | ---------------------------------------------------------------------- |
| 11-11-2021                                                             | Ta' Qali                                                               | Malta                                                                  | 1 – 7                                                                  | Croazia                                                                | Qual. Mondiali 2022                                                    | -1                                                                     |                                                                        |
| 14-11-2021                                                             | Spalato                                                                | Croazia                                                                | 1 – 0                                                                  | Russia                                                                 | Qual. Mondiali 2022                                                    | -                                                                      | 90+3’                                                                  |
| Totale                                                                 |                                                                        | Presenze                                                               | 2                                                                      |                                                                        | Reti                                                                   | -1                                                                     |                                                                        |

| Cronologia completa delle presenze e delle reti in nazionale ― Croazia under 21 | Cronologia completa delle presenze e delle reti in nazionale ― Croazia under 21 | Cronologia completa delle presenze e delle reti in nazionale ― Croazia under 21 | Cronologia completa delle presenze e delle reti in nazionale ― Croazia under 21 | Cronologia completa delle presenze e delle reti in nazionale ― Croazia under 21 | Cronologia completa delle presenze e delle reti in nazionale ― Croazia under 21 | Cronologia completa delle presenze e delle reti in nazionale ― Croazia under 21 | Cronologia completa delle presenze e delle reti in nazionale ― Croazia under 21 |
| Data                                                                            | Città                                                                           | In casa                                                                         | Risultato                                                                       | Ospiti                                                                          | Competizione                                                                    | Reti                                                                            | Note                                                                            |
| ------------------------------------------------------------------------------- | ------------------------------------------------------------------------------- | ------------------------------------------------------------------------------- | ------------------------------------------------------------------------------- | ------------------------------------------------------------------------------- | ------------------------------------------------------------------------------- | ------------------------------------------------------------------------------- | ------------------------------------------------------------------------------- |
| 23-3-2017                                                                       | Nedelišće                                                                       | Croazia under 21                                                                | 3 – 0                                                                           | Slovenia under 21                                                               | Amichevole                                                                      | -                                                                               | 46’                                                                             |
| 15-11-2018                                                                      | Beauvais                                                                        | Francia under 21                                                                | 2 – 2                                                                           | Croazia under 21                                                                | Amichevole                                                                      | -2                                                                              |                                                                                 |
| 25-3-2019                                                                       | Frosinone                                                                       | Italia under 21                                                                 | 2 – 2                                                                           | Croazia under 21                                                                | Amichevole                                                                      | -                                                                               | 46’                                                                             |
| 12-6-2019                                                                       | Pola                                                                            | Croazia under 21                                                                | 1 – 0                                                                           | Danimarca under 21                                                              | Amichevole                                                                      | -                                                                               | 62’                                                                             |
| 24-6-2019                                                                       | Serravalle                                                                      | Croazia under 21                                                                | 3 – 3                                                                           | Inghilterra under 21                                                            | Europeo Under-21 2019 - 1º turno                                                | -3                                                                              |                                                                                 |
| Totale                                                                          |                                                                                 | Presenze                                                                        | 5                                                                               |                                                                                 | Reti                                                                            | -5                                                                              |                                                                                 |

## Palmarès

### Club

#### Competizioni giovanili
- Kup Hrvatske u nogometu za juniore: 1

Hajduk Spalato: 2013-2014

#### Competizioni nazionali
- Campionato spagnolo: 1

Atletico Madrid: 2020-2021